# Zaginięcie Madeleine McCann

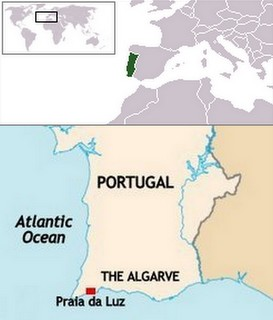
Praia da Luz na mapie – w tej miejscowości doszło do zaginięcia Madeleine McCann

Zaginięcie Madeleine McCann, do którego doszło 3 maja 2007 w Praia da Luz. Sprawa wywołała szereg kontrowersji i od lat pozostaje nierozwiązana.

## Madeleine McCann
Madeleine Beth McCann urodziła się 12 maja 2003 w angielskim Leicester. Była najstarszą córką małżeństwa lekarzy Kate i Gerry’ego McCann. Madeleine zniknęła z mieszkania na parterze budynku, w którym zakwaterowano wczasowiczów z ośrodka wypoczynkowego Mark Warner, znajdującego się w nadmorskim kurorcie i wiosce rybackiej Praia da Luz w portugalskim regionie Algarve wieczorem, w czwartek 3 maja 2007.
Z zeznań jej rodziców wynika, że zostawili ją w pokoju hotelowym około godziny 19:30 czasu lokalnego i udali się na kolację w towarzystwie przyjaciół. Rodzice twierdzą, że podczas trwania posiłku córka była przez nich wymiennie odwiedzana. Matka Madeleine zeznała, że podczas odwiedzin w pokoju córki około godz. 22 zastała w jej pokoju puste łóżko oraz otwarte okno. Z zeznań matki wynika również, że policja została wezwana po ok. 10 minutach od odkrycia domniemanego zaginięcia, policja jednak utrzymuje, że wezwanie odebrano pół godziny później.

## Śledztwo
Wkrótce po uznaniu zaginięcia Madeleine przesłuchiwano dwóch mężczyzn, Roberta Murata i Siergieja Malinka, a także przyjaciół McCannów: Rachael Oldfield, Matthew Oldfielda, Russella O’Brien, Jane Tanner, Fionę Payne, Davida Payne i Diane Webster. Murat został oficjalnie uznany za podejrzanego (arguido) w sprawie. Podejrzewano, że w posiadłości Murata znajdują się zwłoki zaginionej.
7 września 2007 policja ponownie przesłuchała Kate i Gerry’ego McCann, po czym nadała im status oficjalnych podejrzanych po znalezieniu w samochodzie przez nich wynajmowanym, materiału biologicznego w postaci płynów ustrojowych i włosów dziewczynki. McCannowie zachowywali pozorne opanowanie i oziębłość podczas udzielania wywiadów. Z tego powodu wielu Brytyjczyków krytycznie odnosiło się do rodziców Madeleine, zarzucając im brak troski i zainteresowania. McCannowie uzyskali odszkodowanie od kilku gazet pozwanych przez nich za oszczerstwo.
W połowie 2008 portugalska prokuratura umorzyła śledztwo z możliwością wznowienia go w razie pojawienia się nowych dowodów w sprawie. Pod naciskiem rodziców i premiera Wielkiej Brytanii Davida Camerona w 2011 śledztwo wznowiła brytyjska policja, która skrytykowała działalność portugalskich służb, wytykając jej popełnienie błędów podczas poszukiwań, w tym nieprzesłuchania wszystkich świadków oraz niesprawdzenia rozmów telefonicznych. 

## Fakty
Portugalska żandarmeria w początkowej fazie śledztwa uznała, że dziewczynka została uprowadzona, jednakże wkrótce po zniknięciu Madeleine wydział kryminalny portugalskiej policji wysnuł hipotezę, że dziecko mogło umrzeć z niewiadomych przyczyn w swoim pokoju hotelowym.
Portugalska policja zawiesiła poszukiwania dziewczynki i umorzyła śledztwo.
Do lutego 2013 roku Scotland Yard zidentyfikował 195 niesprawdzonych scenariuszy oraz nowe tropy, które mogą pomóc w rozwiązaniu sprawy.

## Hipotezy
Według jednej z hipotez dziewczynka została uprowadzona przez siatkę pedofilów. W 2012 roku pedofil Raymond Hewlett wyznał przed śmiercią, że dziewczynka może znajdować się w Rosji lub Ukrainie.
Według innej Madeleine McCann zginęła w nieszczęśliwym wypadku, kiedy wraz z rodzicami przebywała w apartamencie w Algarve. Rodzice dziewczynki zatuszowali jej śmierć i upozorowali porwanie. Niektórzy zarzucali matce Madeleine, że sama brała udział w uprowadzeniu lub w ewentualnym ukryciu zwłok córki.
Trzy miesiące po zaginięciu portugalska policja znalazła ślady krwi w pokoju, w którym doszło do porwania. Wówczas postawiono hipotezę, że Madeleine została zamordowana. Jednak DNA było niekompletne. Zawierało 15 markerów na 20 potrzebnych, aby stwierdzić, że była to krew Madeleine, co ostatecznie odrzuca tę hipotezę. Próbka DNA mogła należeć do każdego członka rodziny, a nawet osób trzecich.

## Odniesienia w kulturze
15 marca 2019 roku na platformie Netflix został wyemitowany ośmioodcinkowy serial dokumentalny poświęcony sprawie zaginięcia dziewczynki „Zaginięcie Madeleine McCann” („The Disappearance of Madeleine McCann”) w reżyserii Chrisa Smitha. Rodzice Madeleine odmówili udziału w produkcji dokumentu, w oświadczeniu uzasadniając to dobrem śledztwa i przekonaniem, że serial nie wniósłby niczego nowego do niego.